# Ferdinand Peroutka
Ferdinand Peroutka est un journaliste et écrivain tchécoslovaque né le 6 février 1895 et décédé le 20 avril 1978. Il est considéré comme étant le « père du journalisme tchèque ». Intellectuel influent lors de la Première République tchécoslovaque, il fut ensuite persécuté par les nazis pour ses convictions démocratiques et détenu à Dachau et Buchenwald. À la suite du coup de Prague de 1948 réalisé par le Parti communiste tchécoslovaque, il s'exila au Royaume-Uni puis aux États-Unis.

## Biographie
Né dans une famille germano-tchèque de Prague en 1895, il commença sa carrière de journaliste en 1913, devenant rédacteur en chef de Tribuna après la fin de la Première Guerre mondiale. Certains des articles qu'il y publia furent ensuite intégrés à ses livres Z deníku žurnalistova (Du journal intime d'un journaliste) et Jací jsme (Ce que nous sommes).
En 1924, il rejoignit Lidové noviny et, grâce à un don de Tomáš Masaryk, il fonda la revue Přítomnost (en) (à laquelle participa Milena Jesenská) et devint un commentateur influent, défendant les positions du Château (groupe du président Masaryk), qui critiquait à la fois les communistes et le parti démocratique national du premier ministre Karel Kramář. Ferdinand Peroutka exprima ses opinions dans plusieurs livres : Boje o dnešek (Combats d'aujourd'hui), Ano a ne (Oui et non), Budování státu (Construire l'état) et Osobnost, chaos a zlozvyky (Personnalité, chaos et mauvaises habitudes).
En tant que représentant de la tradition démocratique tchèque, il fut détenu à Buchenwald.
Il publie en 1945 son journal de camp de la période avril-mai 1945.
Après la guerre, il devint rédacteur en chef de Svobodné noviny et créa la revue Dnešek (Aujourd'hui), qui fut un journal de premier plan, notamment par sa critique des violences commises sur la minoroté allemande et sur les présumés collaborateurs. Il était néanmoins dans l'air du temps en sous-estimant les prétentions totalitaires du Parti communiste tchécoslovaque. Il écrivit deux pièces Oblak a valčík (Le Nuage et la Valse) et Štastlivec Sula (Sula, l'homme heureux) et un recueil d'articles politiques Tak nebo tak (D'une façon ou d'une autre).
Après le coup de Prague il émigra et devint en 1951 le responsable du département tchèque de Radio Free Europe et publia en 1959 Democratic Manifesto. Il publia aussi des romans, dont Pozdější život Panny (La vie tardive de la vierge) qui traite de l'idée de sauver Jeanne d'Arc.
Il fut un ami de Karel Čapek.
En 1976, il publie, sous la forme de roman, Le Nuage et la Valse  (ISBN 978-2-376-650-06-5).

## Controverse
Il fut accusé à tort par Miloš Zeman d'avoir écrit un article favorable à Hitler. La présidence tchèque fut condamnée à payer une amende de 100 000 couronnes.

## Postérité
Le prix qui porte son nom récompense des journalistes d'exception.